# Cintura escapular
La cintura escapular es el segmento proximal del miembro superior. Se extiende desde la base del cuello hasta el borde superior del músculo pectoral mayor.
Fija la articulación glenohumeral al tronco, de manera que constituye la comunicación entre el miembro superior o torácico y el tronco. 
La cintura escapular se encuentra formada por la escápula y la clavícula.
Se divide en tres regiones: anterior o axilar, media o deltoidea y posterior o escapular.

## Articulaciones
La articulación escapulohumeral
o articulación glenohumeral, es la articulación entre la cabeza del húmero y la cavidad glenoidea de la escápula. Es una pelota y toma tipo de articulación sinovial. La articulación glenohumeral permite aducción, abducción, rotación medial y lateral, flexión y extensión del hombro.
La articulación acromioclavicular
La articulación acromioclavicular es la articulación entre el acromion de la escápula y el extremo lateral de la clavícula. Es un tipo plano de articulación sinovial. El acromion de la escápula rota en el extremo acromial de la clavícula.
La articulación esternoclavicular
La articulación esternoclavicular es la articulación del manubrio del esternón y el cartílago costal primero con el extremo medial de la clavícula. Es un tipo de silla sinovial, como una articulación esférica. La articulación esternoclavicular se adapta a una amplia gama de movimientos de la escápula y se puede elevar hasta un ángulo de 60 ° durante la elevación de la escápula.
La articulación escapulocostal
La articulación escapulocostal (también conocido como la articulación escapulotorácica) es una articulación fisiológica formada entre la escápula y la pared torácica. Es de naturaleza musculotendinosa y está formado predominantemente por el trapecio, el romboides y los músculos serrato anterior. Los movimientos son principalmente de deslizamiento.
 La articulación suprahumeral
La articulación suprahumeral (también conocido como la articulación subacromial) es una articulación fisiológica formada por una articulación del ligamento coracoacromial y la cabeza del húmero. Está formado por la diferencia entre el húmero y el proceso de acromion de la escápula. Este espacio se llena en su mayoría por la bursa subacromial y el tendón del supraespinoso. Esta articulación tiene un papel durante los movimientos complejos, mientras que el brazo está totalmente flexionada en la articulación escapulohumeral, como cambiar una bombilla.

## Músculos[1]
Músculo pectoral mayor
Músculo ancho, plano y triangular que se ubica en la parte anterior y superior del tórax; constituido por tres porciones: Porción clavicular, porción esternocostal y porción abdominal. Su función es la aducción horizontal y rotación interna del hombro.
Músculo pectoral menor
Músculo delgado y triangular, profundo al músculo pectoral mayor. Se inserta por tres lengüetas en la cara lateral de la tercera, cuarta y quinta costilla; su cuerpo aplanado asciende oblicuamente hacia el borde medial de la apófisis coracoides donde se inserta mediante un fuerte tendón. La función de este músculo es el descenso y la tracción hacia delante de la cintura escapular y participa en los movimientos de inspiración.
Músculo subclavio
Se ubica por debajo de la clavícula. Se origina en la cara superior del primer cartílago costal de la primera costilla y se inserta en la cara inferior de la clavícula en el surco del músculo subclavio. Su acción produce descenso de la clavícula y elevación de la primera costilla.
Músculo serrato anterior
Es un músculo ancho, aplanado y potente que se encuentra aplicado a la pared del tórax. Su función varía según el punto fijo que se tome: actual como músculo inspiratorio, adosa la escápula a las costillas y participa en el balance de la escápula.
Músculo supraespinoso
Se origina de la fosa supraespinosa de la escápula y se interna en el tubérculo mayor del humero; actual como músculo abductor de hombro.
Músculo infraespinoso
Este músculo va desde la fosa infraespinosa y borde posterior de la espina de la escápula, se dirige hacia la parte próxima del húmero para insertarse en el tubérculo mayor; es un músculo aductor y retador lateral del hombro.
Músculo redondo mayor
Músculo alargado que tiene origen en el borde lateral de la escápula, se dirige hacia la parte anterior del húmero y se inserta en la creta del tubérculo menor; su activación produce aducción y rotación interna de hombro.
Músculo redondo menor
Va desde la porción lateral y superior de la fosa infraespinosa hasta su inserción en el tubérculo mayor y cuerpo del húmero, hace rotación externa y aducción de hombro.
Músculo subescapular
Es un músculo con origen en la fosa subescapular e inserción en el tubérculo menor del húmero; los nervios subescapulares superior e inferior son los responsables de su acción, es un aductor y retador interno del hombro.
Músculo deltoides
Músculo compuesto por tres porciones con los siguientes orígenes y funciones:
- Porción clavicular: Tercio lateral de la clavícula; anteversión, rotación interna y aducción de hombro.
- Porción acromial: Borde lateral del acromion; abducción horizontal de hombro.
- Porción espinal: Labio inferior del borde posterior de la espina de la escapula; retroversión, rotación lateral y aducción del hombro.

Las tres porciones confluyen en una misma inserción, la tuberosidad deltoidea del húmero.

Músculo trapecio
Músculo dorsal ancho
Músculo romboides